# 拉肯巴赫
拉肯巴赫是奥地利布尔根兰州上普伦多夫县的一个市镇。总面积18.11平方公里，总人口1096人，人口密度60.5人/平方公里（2001年）。